# Zangherella apuliae
Zangherella apuliae is een spinnensoort in de taxonomische indeling van de Dwergkogelspinnen (Anapidae).
Het dier behoort tot het geslacht Zangherella. De wetenschappelijke naam van de soort werd voor het eerst geldig gepubliceerd in 1949 door Caporiacco.